# The Patrician
The Patrician (Der Patrizier) est un jeu vidéo de simulation économique développé et édité par Ascaron Entertainment, sorti en 1992 sur DOS, Amiga et Atari ST.

## Accueil
- Aktueller Software Markt : 5/5[1]